# 1944 год
1944 (ты́сяча девятьсо́т со́рок четвёртый) год  по григорианскому календарю — високосный год, начинающийся в субботу. Это 1944 год нашей эры, 4‑й год 5‑го десятилетия XX века 2‑го тысячелетия, 5‑й год 1940‑х годов. Он закончился 81 год назад.
| Пн | Вт | Ср | Чт | Пт | Сб | Вс |
|    |    |    |    |    | 1  | 2  |
| 3  | 4  | 5  | 6  | 7  | 8  | 9  |
| 10 | 11 | 12 | 13 | 14 | 15 | 16 |
| 17 | 18 | 19 | 20 | 21 | 22 | 23 |
| 24 | 25 | 26 | 27 | 28 | 29 | 30 |
| 31 |    |    |    |    |    |    |

| Пн | Вт | Ср | Чт | Пт | Сб | Вс |
|    | 1  | 2  | 3  | 4  | 5  | 6  |
| 7  | 8  | 9  | 10 | 11 | 12 | 13 |
| 14 | 15 | 16 | 17 | 18 | 19 | 20 |
| 21 | 22 | 23 | 24 | 25 | 26 | 27 |
| 28 | 29 |    |    |    |    |    |

| Пн | Вт | Ср | Чт | Пт | Сб | Вс |
|    |    | 1  | 2  | 3  | 4  | 5  |
| 6  | 7  | 8  | 9  | 10 | 11 | 12 |
| 13 | 14 | 15 | 16 | 17 | 18 | 19 |
| 20 | 21 | 22 | 23 | 24 | 25 | 26 |
| 27 | 28 | 29 | 30 | 31 |    |    |

| Пн | Вт | Ср | Чт | Пт | Сб | Вс |
|    |    |    |    |    | 1  | 2  |
| 3  | 4  | 5  | 6  | 7  | 8  | 9  |
| 10 | 11 | 12 | 13 | 14 | 15 | 16 |
| 17 | 18 | 19 | 20 | 21 | 22 | 23 |
| 24 | 25 | 26 | 27 | 28 | 29 | 30 |

| Пн | Вт | Ср | Чт | Пт | Сб | Вс |
| 1  | 2  | 3  | 4  | 5  | 6  | 7  |
| 8  | 9  | 10 | 11 | 12 | 13 | 14 |
| 15 | 16 | 17 | 18 | 19 | 20 | 21 |
| 22 | 23 | 24 | 25 | 26 | 27 | 28 |
| 29 | 30 | 31 |    |    |    |    |

| Пн | Вт | Ср | Чт | Пт | Сб | Вс |
|    |    |    | 1  | 2  | 3  | 4  |
| 5  | 6  | 7  | 8  | 9  | 10 | 11 |
| 12 | 13 | 14 | 15 | 16 | 17 | 18 |
| 19 | 20 | 21 | 22 | 23 | 24 | 25 |
| 26 | 27 | 28 | 29 | 30 |    |    |

| Пн | Вт | Ср | Чт | Пт | Сб | Вс |
|    |    |    |    |    | 1  | 2  |
| 3  | 4  | 5  | 6  | 7  | 8  | 9  |
| 10 | 11 | 12 | 13 | 14 | 15 | 16 |
| 17 | 18 | 19 | 20 | 21 | 22 | 23 |
| 24 | 25 | 26 | 27 | 28 | 29 | 30 |
| 31 |    |    |    |    |    |    |

| Пн | Вт | Ср | Чт | Пт | Сб | Вс |
|    | 1  | 2  | 3  | 4  | 5  | 6  |
| 7  | 8  | 9  | 10 | 11 | 12 | 13 |
| 14 | 15 | 16 | 17 | 18 | 19 | 20 |
| 21 | 22 | 23 | 24 | 25 | 26 | 27 |
| 28 | 29 | 30 | 31 |    |    |    |

| Пн | Вт | Ср | Чт | Пт | Сб | Вс |
|    |    |    |    | 1  | 2  | 3  |
| 4  | 5  | 6  | 7  | 8  | 9  | 10 |
| 11 | 12 | 13 | 14 | 15 | 16 | 17 |
| 18 | 19 | 20 | 21 | 22 | 23 | 24 |
| 25 | 26 | 27 | 28 | 29 | 30 |    |

| Пн | Вт | Ср | Чт | Пт | Сб | Вс |
|    |    |    |    |    |    | 1  |
| 2  | 3  | 4  | 5  | 6  | 7  | 8  |
| 9  | 10 | 11 | 12 | 13 | 14 | 15 |
| 16 | 17 | 18 | 19 | 20 | 21 | 22 |
| 23 | 24 | 25 | 26 | 27 | 28 | 29 |
| 30 | 31 |    |    |    |    |    |

| Пн | Вт | Ср | Чт | Пт | Сб | Вс |
|    |    | 1  | 2  | 3  | 4  | 5  |
| 6  | 7  | 8  | 9  | 10 | 11 | 12 |
| 13 | 14 | 15 | 16 | 17 | 18 | 19 |
| 20 | 21 | 22 | 23 | 24 | 25 | 26 |
| 27 | 28 | 29 | 30 |    |    |    |

| Пн | Вт | Ср | Чт | Пт | Сб | Вс |
|    |    |    |    | 1  | 2  | 3  |
| 4  | 5  | 6  | 7  | 8  | 9  | 10 |
| 11 | 12 | 13 | 14 | 15 | 16 | 17 |
| 18 | 19 | 20 | 21 | 22 | 23 | 24 |
| 25 | 26 | 27 | 28 | 29 | 30 | 31 |

## События

### Январь
- 1 января

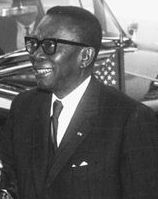
Уильям Табмен

  - Созванная по инициативе польских коммунистов 31 декабря 1943 года на территории, освобождённой РККА, Крайова рада народова приняла временные конституционные документы и декларацию с призывом бороться против Германии в союзе с СССР[1].
  - В Сирии все вопросы управления были переданы Францией в компетенцию сирийского правительства. Страна фактически стала независимой[2].
- 3 января — на пост президента Либерии вступил Уильям Табмен, провозгласивший «политику объединения» нации и политику «открытых дверей»[3].
- 4 января — началась битва под Монте-Кассино.
- 5 января — началась Кировоградская наступательная операция советского 2-го Украинского фронта против немецких войск, в ходе которой 8 января был освобождён Кировоград.
- 11 января — правительство СССР заявило о готовности положить в основу послевоенной границы с Польшей линию Керзона[4].
- 13 января — ряду центральных улиц Ленинграда (Невский проспект, Дворцовая и Исаакиевская площади, Садовая улица, Дворцовая набережная) возвращены исторические названия.
- 15 января — землетрясение в провинции Сан-Хуан (Аргентина) силой 6,7-7,8 баллов, погибло до 10000 человек[5].
- 20 января — Аргентина разорвала дипломатические отношения с Германией и Японией[6].
- 22 января — союзники начали операцию «Shingle», штурм города Анцио (Италия)[7].
- 24 января
  - Начало Корсунь-Шевченковской операции 1-го и 2-го Украинских фронтов, завершившейся окружением около 20 000 немецких солдат.
  - У станции Верещёвка в Брянской области произошла железнодорожная катастрофа. Число погибших неизвестно (от 47 до около 700)[8].
- 27 января
  - Советские войска полностью сняли блокадное кольцо вокруг Ленинграда[9]. В тот же день в городе дан артиллерийский салют в честь снятия блокады[10].
  - Началась Ровно-Луцкая операция советского 1-го Украинского фронта против немецких войск.
- 30 января — американские войска высадились на острове Маджуро (Маршалловы острова).
- 31 января — американские войска высадились на атолле Кваджалейн и других островах архипелага Маршалловы Острова.

### Февраль
- 8 февраля — в ходе Ровно-Луцкой операции советская армия освободила Ровно и Луцк.
- 3 февраля — американские войска освободили Маршалловы острова.
- 7 февраля — в Анцио итальянские войска начинают контрнаступление.
- 8 февраля — в ходе Никопольско-Криворожской операции советская армия освободила Никополь.
- 10 февраля — образован Моргаушский район Чувашии.
- 11 февраля — во время перелёта из Свердловска в Казань в условиях плотного тумана и дезориентации потерпели крушение 12 самолётов «Аэрокобра» и 1 «Бостон», погибли 16 лётчиков[11].
- 14 февраля — антияпонское восстание на острове Ява.
- 17 февраля — началось сражение за атолл Эниветок. Сражение завершается американской победой 22 февраля.
- 20 февраля — начинаются американские бомбардировки германских самолётостроительных заводов, продолжающиеся целую неделю.
- 22 февраля — в ходе Никопольско-Криворожской операции советская армия освободила Кривой Рог.
- 23 февраля — началась депортация чеченцев и ингушей.
- 24 февраля — после конфликта в руководстве армии президент Аргентины генерал Педро Рамирес временно передал властные полномочия вице-президенту генералу Эдельмиро Фаррелю[6].
- 29 февраля — высадка американских войск на островах Адмиралтейства в рамках операции «Brewer» под руководством генерала Дугласа Макартура.

### Март
- 3 марта — в СССР учреждены Орден Ушакова двух степеней и Орден Нахимова двух степеней.
- 4 марта — началась Проскуровско-Черновицкая операция советского 1-го Украинского фронта против немецких войск.
- 7 марта — Французский комитет национального освобождения издал ордонанс, предоставляющий мужскому населению Алжира право голоса на муниципальных выборах[12].
- 8 марта — депортация балкарцев.
- 9 марта — подал в отставку президент Аргентины генерал Педро Рамирес. Власть перешла к вице-президенту генералу Эдельмиро Фаррелю (до 4 июня 1946 года)[6].

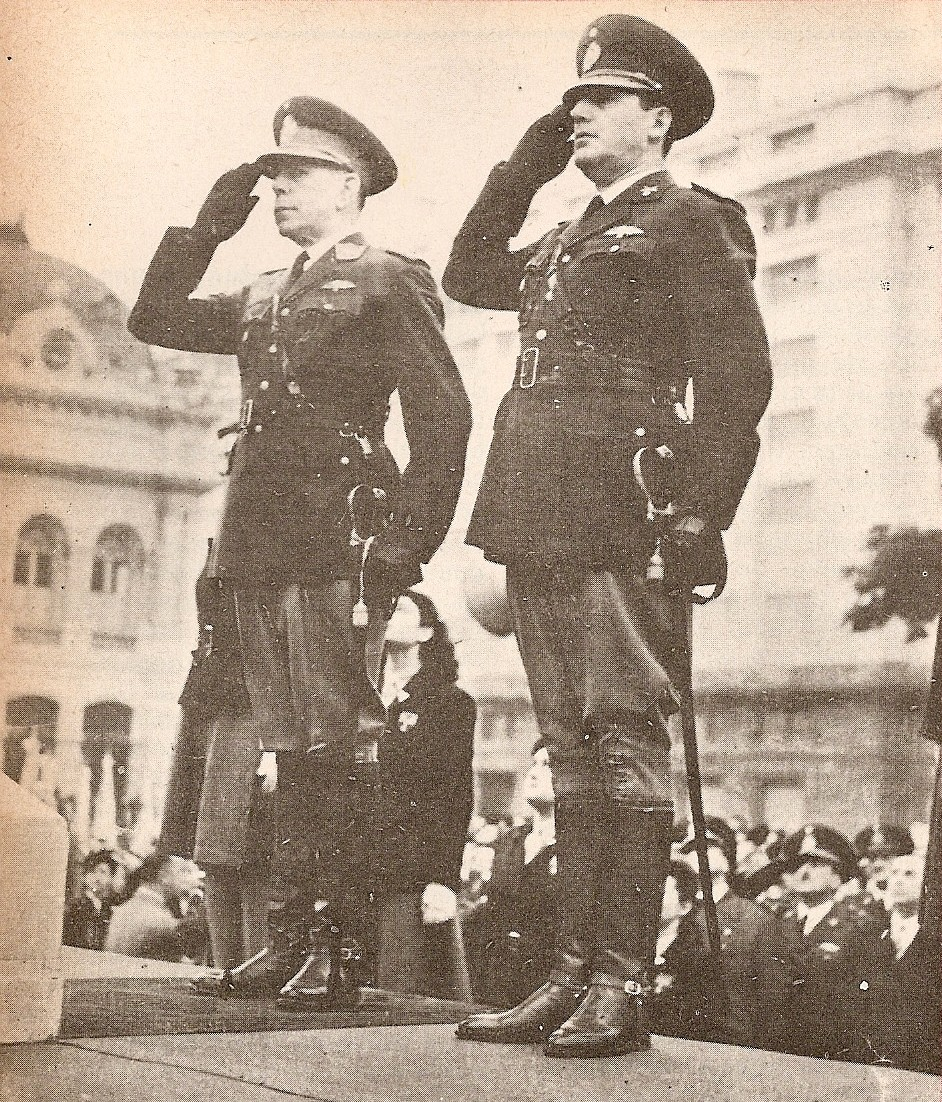
9 марта: смена власти в Аргентине. Новый президент генерал Эдельмиро Фаррель (слева) и полковник Хуан Перон

- 12 марта — германские войска вошли в Венгрию (Операция «Маргарете»).
- 13 марта — в ходе Березнеговато-Снигирёвской операции советская армия освободила Херсон.
- 14 марта
  - Национальные лидеры арабского населения Алжира основали ассоциацию Друзья манифеста и свободы, выступившую за создание автономной Алжирской республики в рамках федерации с Францией[12].
  - В Аргентине официально распущена организация «Grupo de Oficiales Unidos», фактически правящая страной с 1943 года. Фактически власть переходит к так называемой «полковничьей группе»[6].
- 20 марта
  - В ходе Проскуровско-Черновицкой операции советская армия освободила Винницу.
  - Части Второго Украинского фронта достигли советско-румынской границы.
- 26 марта
  - В ходе Уманско-Ботошанской операции войска советского 2-го Украинского фронта вышли на государственную границу СССР.
  - Началась Одесская операция советского 3-го Украинского фронта против немецких войск.
- 29 марта
  - Государственный комитет обороны СССР принял решение о первоочередных мерах помощи Ленинграду, освобождённому от блокады[9].
  - В ходе Проскуровско-Черновицкой операции советская армия освободила Черновцы.

### Апрель
- 7 апреля — бомбардировка Тревизо.
- 8 апреля — началась Крымская наступательная операция советского 4-го Украинского фронта и Отдельной Приморской армии во взаимодействии с Черноморским флотом против немецких войск.
- 10 апреля — в ходе Одесской операции полностью освобождён город-герой Одесса.
- 11 апреля — в ходе Крымской военной операции советская армия освободила город-герой Керчь.
- 14 апреля — взрыв парохода «Форт Стикин» в порту Бомбея, погибло около 1300 человек[13].
- 15 апреля — в ходе Проскуровско-Черновицкой операции советская армия освободила Тернополь.
- 21 апреля — женщины во Франции получили избирательное право.

### Май
- 9 мая — в ходе Крымской операции советская армия освободила город-герой Севастополь.
- 11 мая — союзные войска перешли в наступление в Италии южнее Кассино[14].
- 18 мая
  - За «массовое предательство» и «пособничество врагу» проведена депортация крымских татар из Крыма.
  - Битва при Монтекассино — вермахт эвакуируется, а союзнические войска захватывают Монтекассино после боёв, в которых погибло 20 тысяч человек.
- 20 мая — представителями правительства Греции в эмиграции, греческих политический партий, Политического комитета национального освобождения Греции, Национально-освободительного фронта (ЭАМ), Греческой народно-освободительной армии (ЭЛАС) и др. греческих организаций подписано Ливанское соглашение о послевоенном будущем Греции. Предусматривало роспуск партизанских формирований и создание единой национальной армии, проведение плебисцита о будущем страны[15].
- 24 мая — в Пермети открылся 1-й Антифашистский национально-освободительный конгресс Албании[16].
- 26 мая — конгресс в Пермети сформировал Антифашистский национально-освободительный совет Албании, председателем Президиума которого (главой государства) был избран Омер Нишани[17].

### Июнь
- 4 июня — союзнические войска захватили столицу Италии Рим. Это первая столица государств Оси, павшая под натиском союзников.
- 5 июня
  - Король Италии Виктор Эммануил III передал королевские функции своему сыну Умберто как королевскому наместнику[18].
  - Более тысячи британских бомбардировщиков сбросили 5000 тонн бомб на германские артиллерийские батареи на побережье Нормандии в качестве подготовки к высадке десанта.
- 6 июня — Нормандская десантная операция началась на побережье Нормандии (Франция) высадкой союзнического десанта численностью 155 000 человек («День Д»). Войска прорвали укрепления Атлантического вала и двинулись вглубь территории. Считается крупнейшей десантной операцией в истории.
- 9 июня — в Милане создано главное командование Корпуса добровольцев свободы[итал.], объединившего партизанские отряды различных итальянских партий[19].
- 10 июня
  - Началась Выборгско-Петрозаводская операция советских Ленинградского и Карельского фронтов, а также Балтийского флота и Ладожской оенной флотилии против немецких войск.
  - Подразделения полка «Фюрер» дивизии СС «Рейх» уничтожили городок Орадур-сюр-Глан во Франции.
- 13 июня — Германия начала массовый обстрел Британии самолётами-снарядами «Фау-1»[20].
- 17 июня
  - В результате референдума расторгнута датско-исландская уния, Исландия провозглашена республикой.
  - С восстановленного большого конвейера Сталинградского тракторного завода сошёл первый трактор СТЗ-НАТИ[21].
- 21 июня — постановлением СНК СССР утверждена Золотая медаль «За отличные успехи в учении, труде и за примерное поведение», которая присуждалась отличившимся выпускникам средней общеобразовательной школы.
- 23 июня — начало Белорусской операции («Багратион») советских войск, приведшее к разгрому немецкой группы армий «Центр» и прорыву немецкого Восточного фронта, устойчивость которого Германии удалось восстановить значительно западнее исходных позиций.

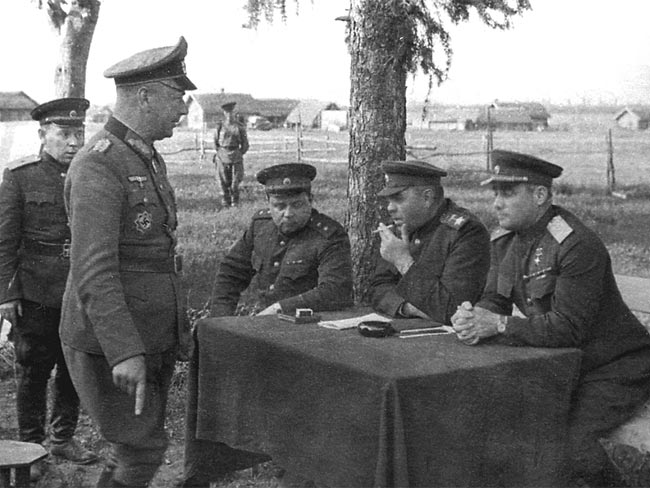
Капитуляция командующего группы армий «Центр», 1944 г.

- 25 июня — в Гватемале полиция открыла огонь по женщинам, участвовавшим в панихиде по жертвам диктатуры генерала Хорхе Убико. В стране началось антиправительственное восстание[22].
- 26 июня — в ходе переговоров президента Финляндии Ристо Рюти с министром иностранных дел Германии Иоахимом фон Риббентропом подписано германо-финское соглашение, по которому Финляндия обязалась не заключать мира с СССР[23].
- 27 июня — депортация армян, болгар и греков из Крыма.
- 28 июня
  - Советские войска Карельского фронта при поддержке десанта Онежской военной флотилии в ходе Выборгско-Петрозаводской операции освободили столицу Карело-Финской ССР Петрозаводск[24].
  - В концлагере Освенцим убито рекордное число людей за один день за всю историю существования лагеря — 24 тысячи человек, в основном венгерских евреев[25].
- 29 июня
  - Подал в отставку президент Гватемалы Хорхе Убико. Власть перешла к хунте из трёх отставных генералов[22].
  - Урхо Кекконен от коалиции партий «мирной оппозиции» вручил президенту Финляндии Ристо Рюти меморандум с требованием заключить перемирие с СССР и передать власть Карлу Маннергейму и Юхо Паасикиви[23].

### Июль
- 3 июля
  - Советские войска 3-го и 1-го Белорусских фронтов в результате Минской операции освободили город-герой Минск.
  - В Никарагуа группа рабочих лидеров-марксистов объявила о создании Социалистической партии. Через несколько месяцев партия была запрещена, её лидеры арестованы.
  - В Гватемале подразделение вооружённых солдат захватило здание конгресса, депутаты были отправлены в президентский дворец, где были вынуждены избрать временным президентом главу правящей хунты генерала Федерико Понсе Вайдеса[22].
- 5 июля
  - Началась Вильнюсская наступательная операция советского 3-го Белорусского фронта против немецких войск.
  - Началась Белостокская операция советского 2-го Белорусского фронта против немецких войск.
  - В РСФСР образованы Новгородская и Калужская области[26].
- 6 июля — в Гондурасе армия расстреляла митинг в городе Сан-Педро-Сула, убиты и ранены более 100 человек[22].
- 8 июля
  - В СССР учреждены орден «Мать-героиня» и орден «Материнская слава» трёх степеней.
  - В СССР с конвейера Уральского автомобильного завода сошёл первый автомобиль — «ЗИС-5В».
- 10—11 июля — в Колумбии совершена попытка государственного переворота: в городе Пасто недалеко от границы с Эквадором президент Альфонсо Лопес Пумарехо и сопровождавшие его лица были арестованы группой восставших офицеров во главе с полковником Диогенесом Хилем. Путч был вскоре подавлен, президент освобождён[27].
- 11 июля — началась Псковско-Островская операция советского 3-го Прибалтийского фронта против немецких войск.
- 13 июля
  - Началась Львовско-Сандомирская военная наступательная операция советской армии против войск нацистской Германии и Венгрии.
  - В ходе Вильнюсской операции войска 3-го Белорусского фронта советской армии освободили Вильнюс от немецко-фашистских захватчиков[28].
- 14 июля — началась Бреттон-Вудская конференция.
- 16 июля — в Минске прошёл партизанский парад тридцати партизанских бригад.
- 17 июля — в Москве прошёл марш пленных немецких войск.
- 18 июля — началась Люблинско-Брестская операция советского 1-го Белорусского фронта против немецких войск.
- 20 июля — совершено неудачное покушение полковника графа Клауса фон Штауффенберга на жизнь Адольфа Гитлера в главной ставке фюрера «Волчье логово» (заговор 20 июля).
- 21 июля — началась Гуамская операция, высадка войск США на Гуам.
- 22 июля
  - Польский комитет национального освобождения опубликовал в городе Хелм Июльский манифест, отменивший польскую конституцию 1935 года и все законы, изданные германской администрацией в Польше. Провозглашён союз с СССР и строительство нового государства[29].
  - Получившая независимость Сирия установила дипломатические отношения с СССР[2].
- 23 июля
  - В ходе Псковско-Островской военной операции войска советского 3-го Прибалтийского фронта освободили Псков.
  - В ходе Люблин-Брестской военной операции войска советского 1-го Белорусского фронта освободили лагерь смерти Майданек.
- 24 июля — в ходе Белостокской военной операции войска советских 2-го Белорусского и 3-го Белорусского фронтов освободили Гродно.
- 27 июля
  - В ходе Львовско-Сандомирской военной операции войска советского 1-го Украинского фронта освободили Львов и Станислав.
  - В ходе Белостокской военной операции войска советского 2-го Белорусского фронта освободили Белосток.
- 28 июля — в ходе Люблинско-Брестской военной операции войска советского 1-го Белорусского фронта освободили Брест.
- 31 июля — в ходе Великой Отечественной войны территория РСФСР полностью освобождена от немецко-фашистских войск.

### Август
- 1 августа
  - Начало Варшавского восстания — самого большого восстания против немецких войск в Европе.
  - В Саранак-Лейк (США) скончался президент Филиппин в изгнании Мануэль Кесон. Новым президентом в изгнании стал Серхио Осменья[30].
  - В ходе Каунасская наступательной операции войска советского 3-го Белорусского фронта освободили Каунас.[31].
- 2 августа
  - Директива Ставки Верховного Главнокомандования командующим войсками 2-го и 3-го Украинских фронтов о подготовке и проведении операции с целью разгрома вражеской группировки в районе Яссы — Кишинёв — Бендеры[31].
  - Турция разорвала дипломатические и торговые отношения с Германией.
- 4 августа — ушёл в отставку президент Финляндии Ристо Рюти. На пост вступил маршал Карл Густав Маннергейм[23]
- 5 августа
  - Установление дипломатических отношений между Советским Союзом и Ливаном[31].
  - За выдающиеся заслуги в организации производства и освоении новых типов танков, самоходно-артиллерийских установок и танковых дизелей Кировский завод, получил четвёртый орден — орден Красной Звезды[31].
- 7 августа — запущен первый американский программируемый компьютер «Марк I».
- 9 августа
  - Решением Государственного комитета обороны СССР основан Минский автомобильный завод (МАЗ)[32].
  - Постановление ЦК ВКП(б) «О ближайших задачах партийных организаций КП(б) Белоруссии в области массово-политической и культурно-просветительной работы среди населения»[31].
- 12 августа
  - Заявление правительства СССР правительству Болгарии о необходимости разрыва отношений Болгарии с фашистской Германией[31].
  - В Карском море немецкой подводной лодкой потоплены грузо-пассажирский пароход «Марина Раскова» и тральщики «АМ-114» и «АМ-118». Погибло 618 человек[33].
- 13 августа
  - В РСФСР образованы Костромская[34] и Томская[35] области.
  - Первое применение танков «Тигр II» на советско-германском фронте.
- 14 августа — В РСФСР образована Владимирская область[36].
- 15 августа — 15-я союзная группа армий в Италии вышла на рубеж юго-восточнее Римини — Флоренция — река Арно[14].
- 16 августа — в Киеве прошёл «Марш позора» немецких пленных[37].
- 18 августа
  - Начало восстания против немецких войск в Париже.
  - В концлагере Бухенвальд убит глава германских коммунистов Эрнст Тельман[38].
- 19 августа
  - За образцовое выполнение боевых заданий командования и героические подвиги на фронте командир 9-й гвардейской истребительной авиационной дивизии 1-го Украинского фронта полковник А. И. Покрышкин награждён третьей медалью «Золотая Звезда»[31].
  - Английские войска закончили изгнание японских войск с территории Индии.
- 20 августа — началась Ясско-Кишинёвская операция советских 2-го и 3-го Украинского фронтов во взаимодействии с Черноморским флотом против немецких и румынских войск, закончившаяся 29 августа разгромом и окружением частей группы армий «Южная Украина».
- 21 августа — в Думбартон-Оксе (США) открылась конференция представителей США, СССР и Великобритании по вопросу о создании международной организации безопасности.
- 22 августа — в Марселе (Франция) началось восстание против немецких войск.
- 23 августа — антифашистское вооружённое восстание в Румынии и свержение правительства Антонеску.
- 24 августа — в ходе Ясско-Кишинёвской операции войсками 3-го Украинского фронта освобождён Кишинёв[39].
- 25 августа
  - В Париж вошли основные силы французской танковой дивизии генерала Леклерка. Немецкий гарнизон, почти не сопротивляясь, капитулировал[40].
  - Министр иностранных дел Финляндии Карл Энкель через посла СССР в Швеции А. М. Коллонтай обратился к СССР с просьбой принять финскую делегацию для переговоров о заключении перемирия[41].
- 26 августа — премьер-министр Египта Мустафа Наххас выступил с критикой Англо-египетского договора 1936 года[42].
- 28 августа — союзные войска в Италии возобновили наступление, имея задачей выход в долину реки По[14].
- 30 августа — Верховный Совет Литовской ССР принял закон «О ликвидации последствий немецкой оккупации в сельском хозяйстве Литовской ССР», восстановивший советскую систему землепользования[43].
- 31 августа
  - Правительство Финляндии согласилось с предварительными условиями СССР для заключения перемирия. Премьер-министр Финляндии Антти Хакцелль объявил об этом в своей речи по финскому радио[41].
  - Советские войска вошли в столицу Румынии Бухарест.

### Сентябрь
- 2 сентября — правительство Болгарии во главе с премьер-министром Иваном Багряновым ушло в отставку. Новым премьер-министром стал Константин Муравиев.
- 3 сентября — войска 1-й американской армии освободили Брюссель.
- 5 сентября — СССР объявил войну Болгарии.
- 6 сентября — Польский комитет национального освобождения издал декрет об аграрной реформе, отменяющий в Польше помещичье землевладение[44].
- 7 сентября — Германия начала обстрелы территории Великобритании баллистическими ракетами «Фау-2»[45].
- 8 сентября
  - Началась Восточно-Карпатская операция силами советских 1-го и 4-го Украинских фронтов против немецких войск.
  - На острове Корсика началось антифашистское восстание[46].
  - Болгария объявила войну Германии.
- 9 сентября — Советские войска 3-го Украинского фронта вошли на территорию Болгарского царства, где в тот же день в результате революции власть перешла к прокоммунистическому Отечественному фронту: так называемая «Сентябрьская революция 1944 года».
- 12 сентября — союзниками подписан «Протокол Соглашения между правительствами СССР, США и Соединённого Королевства о зонах оккупации Германии и об управлении „Большим Берлином“»[47].
- 13 сентября — части «Сражающейся Франции» начинают высадку на острове Корсика[46].
- 14 сентября — начало Прибалтийской операции силами советских Ленинградского, 1-го, 2-го, 3-го Прибалтийских и 3-го Белорусского фронта во взаимодействии с Балтийским флотом против немецких войск группы армий «Север».
- 15 сентября — союзные войска в Италии начали операцию по прорыву Готской линии.
- 17 сентября — начало Голландской операции союзных войск против вермахта.
- 21 сентября — в ходе Таллинской военной операции войска советского Ленинградского фронта освободили Таллин.
- 28 сентября — началась совместная Белградская операция 3-го Украинского фронта советской армии, Народно-Освободительной Армии Югославии и войск Болгарии против немецких, венгерских и хорватских войск и четников.
- 29 сентября — Катастрофа B-25 под Хилком (Читинская область). погибли 8 человек — группа инспекторов Главного штаба ВВС СССР во главе с Героем Советского Союза В. И. Артамоновым.

### Октябрь
- 1 октября
  - В результате взрыва метана и пожара на шахте шахта № 5-7 им. Кирова (будущая «Судженская», г. Анжеро-Судженск, Кемеровская область) погибли 15 человек[48].
  - В Гватемале в процессе восстановления профсоюзов создана Конфедерация трудящихся Гватемалы[49].
- 2 октября — окончание Варшавского восстания: командующий Армией Крайовой Тадеуш Коморовский подписал акт о капитуляции.
- 4 октября — завершено освобождение частями «Сражающейся Франции» острова Корсика[46].
- 7 октября — началась Петсамо-Киркенесская операция советских войск Карельского фронта и Северного флота против немецких войск (21 октября войска вышли на государственную границу СССР, 25 октября освободили норвежский город-порт Киркенес).
- 9-18 октября — в Москве прошли переговоры И. В. Сталина и У. Черчилля. В основном обсуждались вопросы Польши, будущего Германии и Балкан.
- 10 октября — в Египте отправлено в отставку правительство Мустафы Наххаса. Новым премьер-министром назначен представитель партии Саад Али Махир[42].
- 11 октября — Тувинская Народная Республика вошла в состав СССР.
- 12 октября — немецкие войска оставили Афины, начался ввод в Грецию британских войск (Операция «Манна»).
- 15 октября — в ходе Рижской военной операции войска советских 2-го и 3-го Прибалтийских фронтов освободили Ригу[50].
- 15-16 октября — в Венгрии при поддержке немецких войск произошёл государственный переворот, к власти пришло фашистское правительство Ф. Салаши, отдавшее войскам приказ продолжать борьбу против советской армии (ранее, 11 октября, венгерская правительственная делегация подписала в Москве предварительные условия соглашения о перемирии между СССР, США и Великобританией, с одной стороны, и Венгрией — с другой).
- 16 октября — директивой Ставки ВГК упразднён 3-й Прибалтийский фронт.
- 18 октября
  - Введён в действие указ правительства Германии об образовании фольксштурма (народного ополчения), в который призывались лица в возрасте от 18 до 60 лет.
  - На город Гавана (Куба) в течение 14 часов обрушивается сильный ураган со скоростью ветра, превышающей 200 км/ч (один порыв достигал 262 км/ч). Погибло около 300 человек[51].
- 20 октября
  - В ходе Белградской операции войска советского 3-го Украинского фронта и Народно-Освободительной Армии Югославии освободили столицу Югославии — Белград.
  - В Гватемале возглавленное капитаном Хакобо Арбенсом восстание положило начало десятилетнему революционному процессу[52]. Власть перешла к Революционной правительственной хунте во главе с майором Франсиско Араной Кастро[53].
  - В Берате собрался Антифашистский национально-освободительный совет Албании. Сформирован Антифашистский комитет национального-освобождения Албании (правительство) во главе с лидером Коммунистической партии Албании Энвером Ходжей[16].
- 21 октября — в Сальвадоре произошёл военный переворот. Президентом страны вместо генерала Андреса Менендеса стал полковник Осмин Агирре-и-Салинас.
- 23 октября — советское правительство заявило о признании Временного правительства Французской Республики во главе с генералом Ш. де Голлем.
- 24 октября — американцами потоплен японский линкор «Мусаси»
- 25 октября — первый налёт отряда камикадзе во главе с лейтенантом Юкио Сэки на американские позиции у берегов Филиппин.
- 27 октября — в ходе Восточно-Карпатской операции войска советского 4-го Украинского фронта освободили Ужгород.
- 28 октября — в Москве подписано соглашение о перемирии между СССР, Великобританией и США, с одной стороны, и Болгарией, с другой. Правительство Отечественного фронта дало обязательство прекратить военные действия против них и принять участие в военных действиях против фашистской Германии.
- 29 октября — Национально-освободительная армия Албании начала сражение за Тирану[16].

### Ноябрь
- 7 ноября
  - Президентские выборы в США. Победу в четвёртый раз одержал президент Франклин Рузвельт.
  - В Минске открыт Белорусский государственный музей истории Великой Отечественной войны.
- 11 ноября — последние немецкие части вышли с территории Греции.
- 14 ноября — создание Комитета освобождения народов России (Председатель Президиума КОНР — генерал-лейтенант А. А. Власов).
- 15 ноября — Г. К. Жуков назначен командующим 1-м Белорусским фронтом, К. К. Рокоссовский — командующим 2-м Белорусским фронтом (вступили в должность 17 ноября).
- 16 ноября — в районе г. Миасс (Челябинская область) в результате столкновения железнодорожного состава и мотовоза с рабочими погибли 27 человек[54].
- 17 ноября — Национально-освободительная армия Албании вошла в столицу страны Тирану[16].
- 26 ноября — съезд народных комитетов Закарпатской Украины в Мукачево принял манифест о воссоединении Закарпатской Украины с Украинской Советской Социалистической Республикой[55].
- 29 ноября — Национально-освободительная армия Албании заняла город Шкодер, завершив освобождение страны, остатки немецких войск пересекли северную границу страны и ушли в Югославию[56].
- 30 ноября — германская подводная лодка высадила на побережье США агентов РСХА, которым было приказано установить в Нью-Йорке радиомаяки для германских баллистических ракет (Операция «Эльстер»). Агенты арестованы в течение месяца, так и не выполнив задачи[57].

### Декабрь
- 7 декабря — в Чикаго принята и подписана Конвенция о международной гражданской авиации.
- 10 декабря — в Москве подписан Договор о союзе и взаимной помощи между СССР и Францией.
- 15 декабря — Временное демократическое правительство Албании приняло закон об установлении государственного контроля над всеми албанскими предприятиями и акционерными обществами[16].
- 16 декабря — начало наступления немецкой армии в Арденнах (см. Арденнская операция).
- 22 декабря — в провинции Каобанг создан первый отряд освободительной армии Вьетнама во главе с Во Нгуен Зяпом[58].
- 31 декабря — Крайова рада народова преобразовала Польский комитет национального освобождения во Временное правительство Польской республики[1].

### Без точных дат
- В Новодевичьем монастыре открыты Православный Богоявленский институт и пастырско-богословский курсы, на основе которых в 1946 году были возобновлена Московская духовная академия и семинария (в 1949 году переведены в Троице-Сергиев монастырь)[59].
- Вышла книга Рафаэля Лемкина «Правление государств „Оси“ в оккупированной Европе», в которой впервые использован термин «геноцид»[60].

## Персоны года
Человек года по версии журнала Time — Дуайт Эйзенхауэр, генерал, командующий войсками союзников в Западной Европе.

## Родились
См. также: Категория:Родившиеся в 1944 году

### Январь
- 1 января
  - Абдул Хамид, бангладешский политический и государственный деятель, президент в 2013—2023 годах.
  - Омар аль-Башир, суданский военный, государственный и политический деятель, президент в 1993—2019 годах.
  - Элой де ла Иглесиа, испанский кинорежиссёр и сценарист.
- 6 января — Рольф Цинкернагель, швейцарский иммунолог, лауреат Нобелевской премии по физиологии и медицине (1996).
- 9 января — Джимми Пейдж, английский музыкант, участник Led Zeppelin.
- 12 января — Джо Фрейзер, американский боксёр (ум. в 2011).
- 12 января — Александр Ван дер Беллен, президент Австрии с 2017 года.
- 23 января
  - Сергей Белов, советский баскетболист и тренер, олимпийский чемпион (ум. в 2013).
  - Рутгер Хауэр, нидерландский актёр театра и кино, кинорежиссёр, сценарист и продюсер.
- 24 января — Дэвид Герролд, американский писатель-фантаст, сценарист.

### Февраль
- 1 февраля — Эра Зиганшина, советская и российская актриса театра и кино, народная артистка России.
- 10 февраля — Вернор Виндж, американский писатель-фантаст и математик (ум. в 2024).
- 12 февраля — Людмила Гнилова, российская актриса озвучивания.
- 15 февраля
  - Джохар Дудаев, лидер чеченского сепаратистского движения в 1991—1996 (убит в 1996).
  - Александр Серебров, советский космонавт, Герой Советского Союза (ум. в 2013).
- 22 февраля
  - Джонатан Демми, американский кинорежиссёр, продюсер и сценарист (ум. в 2017).
  - Дэвид Уайнленд, американский физик, лауреат нобелевской премии по физике (2012).
- 23 февраля
  - Олег Янковский, актёр театра и кино, режиссёр, народный артист СССР (ум. в 2009).
  - Бернард Корнуэлл, английский писатель.
- 28 февраля — Зепп Майер, западногерманский футболист, вратарь, чемпион мира (1974) и Европы (1972).

### Март
- 7 марта — Майкл Росбаш, американский генетик, лауреат Нобелевской премии по физиологии и медицине (2017).
- 8 марта — Сергей Яковлевич Никитин, российский бард.
- 13 марта — Игорь Кио, артист цирка, иллюзионист, почётный академик Национальной академии циркового искусства РФ, народный артист РФ (ум. в 2006).
- 26 марта — Эммерих Данцер, австрийский фигурист-одиночник, трёхкратный чемпион мира, четырёхкратный чемпион Европы.
- 26 марта — Дайана Росс, американская певица.
- 29 марта — Нана Акуфо-Аддо, президент Ганы с 2017 года.

### Апрель
- 7 апреля — Герхард Шрёдер, немецкий политик, 7-й федеральный канцлер Германии.
- 8 апреля — Николай Лавров, советский и российский актёр театра и кино (ум. в 2000).
- 11 апреля — Джон Милиус, американский кинорежиссёр.
- 14 апреля — Нгуен Фу Чонг, вьетнамский политический и государственный деятель, президент в 2018—2021, генеральный секретарь ЦК компартии Вьетнама в 2011—2024 (ум. в 2024).
- 16 апреля — Деннис Рассел Дэвис, американский дирижёр и пианист.
- 18 апреля — Роберт Ханссен, американский агент ФБР, советский и российский шпион.
- 20 апреля
  - Владимир Долинский, советский и российский актёр, телеведущий.
  - Тейн Сейн, военный и государственный деятель Мьянмы, премьер-министр в 2007—2011, президент в 2011—2016, генерал армии.
- 22 апреля — Стив Фоссет, американский бизнесмен, воздухоплаватель, миллиардер.
- 23 апреля — Наталья Нестерова, художник, профессор живописи Российской академии художеств.

### Май
- 9 мая
  - Джон Рис-Дэвис, британский
  - Шукур Тебуев, карачаевский актёр, поэт, прозаик, журналист, режиссёр, сценарист.
- 13 мая — Аман Тулеев, российский политик, губернатор Кемеровской области.
- 14 мая — Джордж Лукас, американский кинорежиссёр, продюсер, сценарист.
- 20 мая — Джо Кокер, певец (ум. в 2014).
- 21 мая — Мэри Робинсон, президент Ирландии в 1990—1997.

### Июнь
- 6 июня
  - Филлип Шарп, американский генетик и молекулярный биолог., лауреат Нобелевской премии по физиологии и медицине (1993).
  - Лаймонас Тапинас, литовский эссеист, прозаик, журналист.
- 10 июня — Валентин Смирнитский, советский и российский актёр.
- 13 июня — Пан Ги Мун, генеральный секретарь ООН в 2007—2016 годах.
- 18 июня — Сальвадор Санчес Серен, сальвадорский политический и государственный деятель, президент в 2014—2019.
- 21 июня — Тони Скотт, британский и американский кинорежиссёр, продюсер и сценарист.
- 22 июня — Жерар Муру, американский и французский физик, лауреат нобелевской премии по физике (2018).
- 26 июня — Геннадий Зюганов, российский политический деятель, председатель КПРФ (c 2001).

### Июль
- 3 июля — Юрий Васильевич Истомин, советский футболист, защитник (ум. в 1999).
- 13 июля
  - Борис Владимирович Клюев, советский и российский актёр театра и кино (ум. в 2020).
  - Эрнё Рубик — венгерский изобретатель, скульптор и профессор архитектуры.
- 17 июля
  - Жан-Клод Бриссо, французский кинорежиссёр (ум. в 2019).
  - Карлос Алберто Торрес, бразильский футболист, защитник, чемпион мира (1970).
- 31 июля — Джеральдина Чаплин, американская и британская актриса.

### Август
- 1 августа — Юрий Романенко, советский космонавт, дважды Герой Советского Союза
- 10 августа — Абдул Латиф Рашид, президент Ирака с 2022 года.
- 20 августа — Раджив Ганди, индийский политический деятель, премьер-министр Индии в 1984—1989 (убит. в 1991).
- 24 августа — Грегори Брюс Джарвис, астронавт США (ум. в 1986).
- 25 августа — Сергей Соловьёв, советский и российский кинорежиссёр, сценарист, народный артист России (ум. в 2021).
- 28 августа — Юдит Вихар, венгерский историк литературы, учёный-японист, переводчица, хайку-поэтесса.

### Сентябрь
- 2 сентября — Александр Филиппенко, советский и российский актёр.
- 7 сентября — Бора Милутинович, югославский и сербский футболист и тренер.
- 11 сентября — Серж Арош, французский физик, лауреат нобелевской премии по физике (2012).
- 12 сентября
  - Владимир Спиваков, советский и российский дирижёр и скрипач.
  - Леонард Пелтиер, активист движения американских индейцев.
- 13 сентября — Жаклин Биссет, британская киноактриса.
- 15 сентября — Йовери Мусевени, угандийский политический, государственный и военный деятель, президент Уганды с 1986 года
- 16 сентября — Алексей Любимов, советский и российский пианист, клавесинист, органист, дирижёр, педагог.
- 17 сентября — Райнхольд Месснер, итальянский альпинист.
- 25 сентября — Майкл Дуглас, американский актёр и продюсер.
- 28 сентября — Милош Земан, чешский государственный и политический деятель, президент в 2013—2023.

### Октябрь
- 2 октября
  - Олег Марусев, советский и российский актёр театра и кино (ум. в 2021).
  - Вернор Виндж, американский писатель-фантаст, лауреат премий «Хьюго» (ум. в 2024).
- 6 октября — Борис Михайлов, советский хоккеист, советский и российский тренер, двукратный Олимпийский чемпион (1972, 1976), восьмикратный чемпион мира.
- 14 октября — Вадим Спиридонов, советский киноактёр, Заслуженный артист РСФСР (ум. в 1989).
- 21 октября — Жан-Пьер Соваж, французский химиr, лауреат нобелевской премии по химии (2016).
- 24 октября — Виктор Прокопенко, советский и украинский футбольный тренер (ум. в 2007).
- 25 октября
  - Жэнь Чжэнфэй, китайский предприниматель, основатель компании Huawei.
  - Кати Ковач, популярная венгерская певица.
- 27 октября — Николай Караченцов, советский и российский актёр театра и кино, Народный артист РСФСР (1989) (ум. в 2018).

### Ноябрь
- 1 ноября — Рафик Харири, ливанский миллиардер и политический деятель, премьер-министр в 1992—1998 и 2000—2004.
- 7 ноября — Луиджи Рива, итальянский футболист, нападающий (ум. в 2024).
- 10 ноября — Аскар Акаев, киргизский государственный и политический деятель, президент в 1990—2005.
- 17 ноября
  - Александр Метревели, советский теннисист, спортивный комментатор.
  - Гари Голдман, американский кинопродюсер, режиссер, аниматор, сценарист и актёр дубляжа.
  - Дэнни Де Вито, американский актёр, режиссёр, продюсер.
  - Рем Колхас, голландский архитектор, теоретик архитектуры.
- 25 ноября — Владимир Яковлев, российский политик, губернатор Санкт-Петербурга (1996—2003).

### Декабрь
- 9 декабря — Михаил Пиотровский, российский учёный, директор Эрмитажа.
- 10 декабря — Андрис Берзиньш, президент Латвии в 2011—2015.
- 11 декабря
  - Бренда Ли, американская певица, поп-исполнительница.
  - Джанни Моранди, итальянский певец и музыкант.
- 19 декабря — Анастасия Вертинская, советская и российская актриса театра и кино, народная артистка РСФСР.
- 25 декабря — Жаирзиньо, бразильский футболист, полузащитник, игрок национальной сборной.
- 26 декабря — Алексей Михалёв, советский и российский переводчик (ум. в 1994).
- 28 декабря — Кэри Муллис, американский биохимик, создатель метода ПЦР, лауреат Нобелевской премии по химии (1993).

## Скончались
См. также: Категория: Умершие в 1944 году, Список умерших в 1944 году
- 3 января — Юргис Балтрушайтис, русский и литовский поэт, дипломат (р. 1873).
- 9 января — Антанас Сметона, президент Литвы в 1919—1920, 1926—1940 годах (р. 1874).
- 10 января — Константин Миньяр-Белоручев, российский и советский виолончелист, педагог, композитор, заслуженный деятель искусств Грузинской ССР (р. 1874).
- 20 января — Джеймс Маккин Кеттелл, американский психолог, один из первых специалистов по экспериментальной психологии, первый профессор психологии (р. 1860).
- 17 февраля — Валя Котик, пионер, партизан-разведчик, Герой Советского Союза (р. 1930).
- 23 февраля — Эдвард Мунк, норвежский живописец и график (р. 1863).
- 29 февраля — Пер Эвинд Свинхувуд, финский политический деятель, президент Финляндии в 1931—1937 (р. 1861).
- 9 марта — Николай Кузнецов — советский разведчик, Герой Советского Союза (р. 1911).
- 9 марта — Александр Конякин — капитан РККА, Герой Советского Союза (р. 1915).
- 14 марта — Павел Чесноков, русский композитор, дирижёр, церковный регент, профессор московской консерватории (р. 1877).
- 15 марта — Мария Октябрьская, советская военнослужащая-танкист, Герой Советского Союза (р. 1902).
- 31 марта — Минэити Кога, японский военно-морской и государственный деятель, командующий Объединённым флотом, маршал флота (р. 1885).
- 9 апреля — Евгения Руднева, советская военная лётчица, Герой Советского Союза (р. 1920).
- 15 апреля
  - Николай Ватутин, советский военачальник, генерал армии, Герой Советского Союза (р. 1901).
  - Джованни Джентиле, итальянский философ, основатель теории «актуалистического идеализма», теоретик итальянского фашизма. (р. 1875).
- 29 апреля — Бернардину Машаду, португальский политик, президент Португалии в 1915—1917 и 1925—1926 (р. 1851).
- 14 мая — Фаддей Зелинский, русский и польский филолог (р. 1859).
- 25 мая — Милка Боснич, Народный герой Югославии.
- 5 июня — Марсель Лефевр, лётчик авиаполка «Нормандия», Герой Советского Союза (р. 1918).
- 24 июня — Антон Керсновский, русский публицист, военный историк (р. 1905).
- 6 июля — Таня Савичева, ленинградская школьница, автор «Блокадного дневника» (р. 1930).
- 26 июля — Реза Пехлеви, шах Ирана (р. 1878)
- 30 июля — Николай Поликарпов, русский и советский авиаконструктор, Герой Социалистического Труда (р. 1892).
- 31 июля — Антуан де Сент-Экзюпери, французский писатель и лётчик (р. 1900).
- 1 августа — Мануэль Кесон, президент Филиппин в 1935—1944 годах (р. 1878).
- 8 августа
  - Михаэль Виттманн, немецкий танкист-ас Второй мировой войны, гауптштурмфюрер СС (р. 1914).
  - Эрвин фон Вицлебен, немецкий генерал-фельдмаршал (р. 1881).
- 19 августа — Гюнтер фон Клюге, немецкий генерал-фельдмаршал (р. 1882).
- 23 августа — Абдул-Меджид II, последний халиф Османской империи (р. 1868).
- 25 августа — Муса Джалиль, татарский советский поэт, Герой Советского Союза (р. 1906).
- 16 сентября — Густав Бауэр, немецкий политик, рейхсканцлер Веймарской республики в 1919—1920 (р. 1870).
- 18 сентября — Хендрик Колейн, нидерландский военный и государственный деятель, премьер-министр Нидерландов в 1925—1926 и 1933—1939 (р. 1860).
- 12 октября — Рамон Кастильо. 25-й Президент Аргентины в 1942—1943 (р. 1873).
- 14 октября — Эрвин Роммель, немецкий генерал-фельдмаршал (р. 1891).
- 23 октября — Чарлз Гловер Баркла, английский физик, лауреат Нобелевской премии по физике (1917) (р. 1877).
- 24 октября — Луи Рено, французский промышленник, один из основателей компании Renault (р. 1877).
- 26 октября — Хироёси Нисидзава, японский лётчик-ас (р. 1920).
- 1 ноября — Шарль Диль, французский историк (р. 1859).
- 21 ноября — Алексис Каррель, французский хирург, биолог, патофизиолог и евгенист, лауреат Нобелевской премии по физиологии и медицине (1912), почётный член АН СССР.
- 7 ноября — Рихард Зорге, советский разведчик времён Второй мировой войны, Герой Советского Союза (р. 1895).
- 21 ноября — Жозеф Кайо, французский политик, премьер-министр Франции в 1911—1912 годах (р. 1863).
- 22 ноября — Артур Эддингтон, британский астрофизик (р. 1882).
- 27 ноября — Теодор Буйницкий, польский поэт и журналист (р. 1907).
- 2 декабря — Филиппо Томмазо Маринетти, итальянский писатель, поэт, основатель футуризма, один из идеологов фашизма (р. 1876).
- 13 декабря — Василий Кандинский, русский художник и теоретик изобразительного искусства (р. 1866)
- 15 декабря — Гленн Миллер, американский джазовый исполнитель. Пропал без вести во время перелёта из Лондона в Париж (р. 1904).
- 19 декабря — Аббас II Хильми, хедив Египта в 1892—1914 годах (р. 1874).
- 30 декабря — Ромен Роллан, французский писатель и общественный деятель, драматург. Иностранный почётный член АН СССР. Лауреат Нобелевской премии по литературе (1915) (р. 1866).
- 31 декабря — Анна Морозова советская разведчица, подпольщица, Герой Советского Союза (р. 1921).

## Нобелевские премии
- Физика — Исидор Айзек Раби — «За резонансный метод измерений магнитных свойств атомных ядер».
- Химия — Отто Ган — «За открытие расщепления тяжёлых ядер».
- Медицина и физиология — Джозеф Эрлангер и Герберт Спенсер Гассер — «За открытия, имеющие отношение к высокодифференцированным функциям отдельных нервных волокон».
- Литература — Йоханнес Вильгельм Йенсен — «За редкую силу и богатство поэтического воображения в сочетании с интеллектуальной любознательностью и самобытностью творческого стиля».
- Премия мира — Международный комитет Красного Креста.